# Nembrotha livingstonei
Nembrotha livingstonei is een slakkensoort uit de familie van de Polyceridae. De wetenschappelijke naam van de soort is voor het eerst geldig gepubliceerd in 1933 door Allan.